# Kurt Cobain: Montage of Heck
Kurt Cobain: Montage of Heck är en dokumentärfilm från 2015 om Kurt Cobain, sångare i Nirvana. Filmen skildrar Cobains liv från uppväxten i Aberdeen, Washington på 1970-talet till hans död år 1994. Filmen regisserades av Brett Morgen och hade premiär på Sundance Film Festival 2015.

### Fotnoter
1. 1 2  Internet Movie Database, IMDb-ID: tt4229236co0047972, läs online, läst: 12 april 2016.[källa från Wikidata]
2. ↑  Metacritic, Metacritic-ID: movie/kurt-cobain-montage-of-heck, läs online, läst: 12 april 2016.[källa från Wikidata]
3. ↑  Internet Movie Database, läs online, läst: 17 augusti 2016.[källa från Wikidata]